# Stantonia siamensis
Stantonia siamensis är en stekelart som beskrevs av Günther Enderlein 1921. Stantonia siamensis ingår i släktet Stantonia och familjen bracksteklar. Inga underarter finns listade i Catalogue of Life.